# 5215-ös mellékút (Magyarország)
Az 5215-ös mellékút egy bő 6,5 kilométeres hosszúságú, négy számjegyű mellékút Bács-Kiskun vármegye területén; Fülöpháza központját köti össze a tőle északra és délre elhaladó utakkal.

## Nyomvonala
Az 5214-es útból ágazik ki, annak a 12+350-es kilométerszelvénye közelében, Kerekegyháza és Fülöpháza határvonalán, dél-délkeleti irányban, az első métereitől kezdve fülöpházi területen húzódva. A 2+250-es kilométerszelvénye táján egy közel derékszögű irányváltást követően nyugat-délnyugati irányba fordul, így ér be a falu központjába is, a Herpay László utca nevet viselve. A központban, kevéssel a 4+450-es kilométerszelvénye előtt egy újabb derékszögű irányváltással ismét dél-délkeletnek fordul, onnantól a Petőfi utca nevet viseli a belterület déli széléig, amit nagyjából az 5. kilométere táján ér el. Utolsó szakaszán keleti határvonalát képezi a Kiskunsági Nemzeti Park Fülöpházi homokbuckák (vagy Fülöpházi buckavidék) elnevezésű részegységének. Így is ér véget, beletorkollva az 52-es főútba, annak a 17+400-as kilométerszelvénye közelében.
Teljes hossza, az országos közutak térképes nyilvántartását szolgáló kira.gov.hu adatbázisa szerint 6,669 kilométer.

## Települések az út mentén
- (Kerekegyháza)
- Fülöpháza